# Leucocnemis silveroides
Leucocnemis silveroides är en fjärilsart som beskrevs av Hill 1924. Leucocnemis silveroides ingår i släktet Leucocnemis och familjen nattflyn. Inga underarter finns listade i Catalogue of Life.